# Prémio Rómulo Gallegos
O Prémio Internacional de Novela Rómulo Gallegos foi criado no dia 1 de Agosto de 1964 através do decreto 83 promulgado pelo então Presidente da República da Venezuela Raúl Leoni. Tem por objectivos honrar o escritor e político venezuelano Rómulo Gallegos e promover a produção literária em língua castelhana.
É atribuído pelo governo da Venezuela através do Centro de Estudos Latinoamericanos Rómulo Gallegos. A primeira edição do prémio ocorreu em 1967.
Em 2013, o escritor Ricardo Piglia, integrante do júri, criticou os autores venezuelanos antichavistas que se recusaram a disputar o prêmio por questões políticas.

## Obras galardoadas
- 1967: La casa verde - Mario Vargas Llosa (Peru)
- 1972: Cien años de soledad - Gabriel García Márquez (Colômbia)
- 1977: Terra nostra - Carlos Fuentes (México)
- 1982: Palinuro de México - Fernando del Paso (México)
- 1987: Los perros del paraíso - Abel Posse (Argentina)
- 1989: La casa de las dos palmas - Manuel Mejía Vallejo (Colômbia)
- 1991: La visita en el tiempo - Arturo Uslar Pietri (Venezuela)
- 1993: Santo oficio de la memoria - Mempo Giardinelli (Argentina)
- 1995: Mañana en la batalla piensa en mí - Javier Marías (Espanha)
- 1997: Mal de amores - Ángeles Mastretta (México)
- 1999: Los detectives salvajes - Roberto Bolaño (Chile)
- 2001: El viaje vertical - Enrique Vila-Matas (Espanha)
- 2003: El desbarrancadero - Fernando Vallejo (Colômbia)
- 2005: El vano ayer - Isaac Rosa (Espanha)
- 2007: El tren pasa primero - Elena Poniatowska (México)
- 2009: El país de la canela - William Ospina (Colômbia)
- 2011: Blanco nocturno - Ricardo Piglia (Argentina)
- 2013: Simone - Eduardo Lalo (Porto Rico)
- 2015: Tríptico de la infamia - Pablo Montoya (Colômbia)